# Tetrastichus sesamiae
Tetrastichus sesamiae är en stekelart som beskrevs av Jean Risbec 1951. Tetrastichus sesamiae ingår i släktet Tetrastichus och familjen finglanssteklar. Inga underarter finns listade i Catalogue of Life.